# Relatório de Desenvolvimento Humano

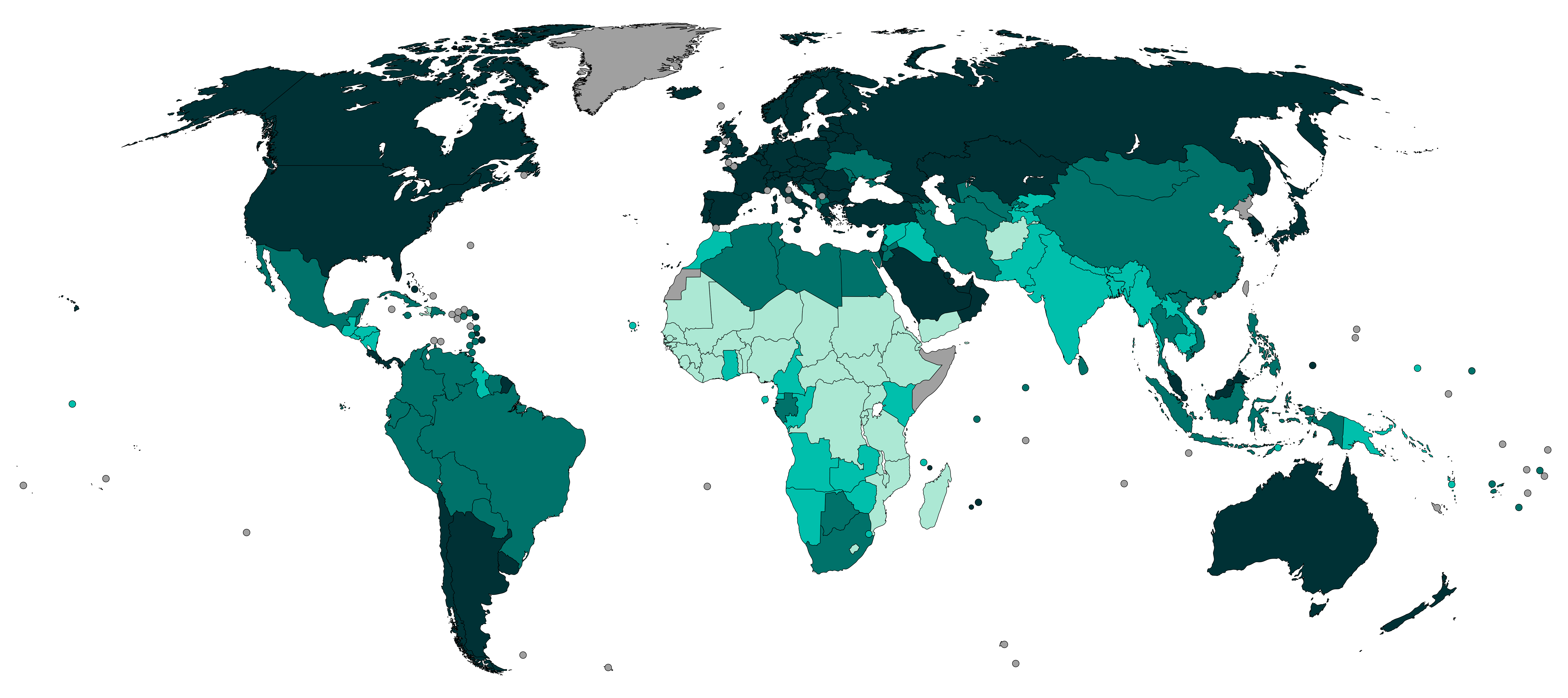
Países por categoria Índice de Desenvolvimento Humano (2020)

O Relatório do Desenvolvimento Humano (sigla: RDH), é uma publicação anual publicada pelo Programa das Nações Unidas para o Desenvolvimento (PNUD).
O primeiro relatório foi lançado em 1990. O seu objetivo foi o de colocar as pessoas no centro do processo de desenvolvimento em termos de debate económico, político e jurídico. O desenvolvimento foi caracterizado pela prestação de escolhas e liberdades resultando em ampla resultados.
Quatro novos índices já foram desenvolvidos - o Índice de Desenvolvimento Humano, o Índice de Desenvolvimento em relação ao género, a Medida de Capacidade de Género e o Índice de Pobreza Humana. Cada um tem o seu próprio relatório tendo por base debates contemporâneos.
O Relatório do Desenvolvimento Humano é um relatório independente, encomendado pelo PNUD, e é o produto de uma equipa seleccionada de líderes académicos, profissionais e membros do Gabinete do Relatório do Desenvolvimento Humano do PNUD. Está traduzido em várias línguas e lançado em mais de 140 países anualmente.
O Relatório do Desenvolvimento Humano é a primeiro carta sobre os efeitos do aquecimento global, nomeadamente para os países em desenvolvimento. As conclusões revelam que serão dramáticas. Enquanto os países ricos produzem a maior parte da poluição e, portanto, são, na maior parte, responsáveis pelas alterações climáticas, os países mais pobres sofrem as piores consequências.